# Hafasraja
Hafasraja (tiếng Ả Rập: حفسرجة) là một ngôi làng Syria nằm ở Armanaz Nahiyah ở huyện Harem, Idlib. Theo Cục Thống kê Trung ương Syria (CBS), Hafasraja có dân số 4287 trong cuộc điều tra dân số năm 2004.